# Branta
Branta es un género de aves anseriformes de la familia Anatidae, conocidos vulgarmente como barnaclas (del inglés barnacle, palabra que en ese idioma corresponde al crustáceo llamado en español percebe).
El hábitat propio de estas aves corresponde principalmente a las costas marítimas del Hemisferio Norte en latitudes polares y subpolares, siendo en Europa sus límites más meridionales las costas de Bélgica e Inglaterra. La barnacla canadiense también anida en las orillas de los grandes lagos.
De una morfología que les hace en parte semejantes a los patos y en parte semejantes a los gansos, las barnaclas también son nidífugas; esto es, los pichones apenas nacen, salen del nido, teniendo los neonatos de la barnacla cariblanca el récord animal en salto de altura desde el nido: una barnacla cariblanca casi recién nacida, cuyo nido suele estar en una grieta de un cantil al reparo del viento, se arroja casi verticalmente unos 25 m hacia una playa de duros guijarros en busca de comida.[cita requerida]

## Especies
El género Branta incluye seis especies vivas y varias subespecies:
- Branta bernicla - Barnacla carinegra
- Branta canadiensis - Barnacla canadiense
- Branta hutchinsii - Barnacla de Hutchins o reidora
- Branta leucopsis - Barnacla cariblanca
- Branta ruficollis - Barnacla cuellirroja
- Branta sandvicensis - Barnacla hawaiana o nené

## Especies fósiles
Se han descrito dos especies a partir de restos subfosiles encontrados en las islas hawaii donde se extinguieron
- branta rhuax - ganso gigante hawaiano
- Branta hylobadistes - nene nui